# Thomas Neville (mort en 1471)
Pour les articles homonymes, voir Thomas Neville.
Thomas Neville, dit « le Bâtard de Fauconberg » (1429 – 22 septembre 1471) est le fils adultérin du comte de Kent William Neville et un noble anglais qui combattit lors de la guerre des Deux-Roses.

## Biographie

### Premières activités
Thomas se distingue en 1454 en éliminant les flottes pirates de la Manche et de la Mer du Nord. Il est accompagné de son oncle le comte de Salisbury et de son cousin, le comte de Warwick.
Il soutient la Maison d'York lors de la guerre des Deux-Roses. Réfugié à Calais avec Salisbury, Warwick et le comte de March Édouard d'York, il participe à la capture de la flotte de la Maison de Lancastre à Sandwich le 15 janvier 1460.
Après l'avènement de March en 1461 sous le nom d'Édouard IV, son père est fait comte de Kent. Thomas ne peut cependant hériter de ce titre à sa mort en 1463.

### Au service des Lancastre
Thomas soutient ensuite la rébellion de Warwick contre Édouard en 1470, qui aboutit à la restauration d'Henri VI. Durant l'hiver 1470-1471, il patrouille dans la Manche mais Édouard IV parvient à contourner sa flotte et débarque à Ravenspurn le 14 mars 1471. Il défait et tue Warwick à Barnet le 14 avril, puis anéantit l'armée de la reine Marguerite d'Anjou à Tewkesbury le 4 mai.

#### Le siège de Londres

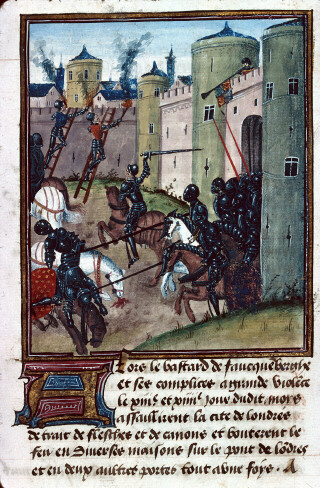
Sortie des gens d'Édouard IV contre les incendiaires dirigés sur Londres par Thomas Neville.

Neville débarque pendant ce temps à Sandwich pour rallier des troupes dans le Kent puis s'installe à Southwark. Il demande le 8 mai au gouvernement de Londres de pouvoir entrer dans la capitale, ce qui lui est refusé le lendemain. En réponse, il brûle Southwark. Il rassemble son artillerie et organise un siège de la ville à partir du 12 mai. Il attaque simultanément Aldgate, Bishopsgate et London Bridge. Son assaut est sévèrement battu le 14 et il est contraint de s'enfuir à Kingston upon Thames quatre jours plus tard.
Il tente de négocier avec Édouard, qui apprend que l'armée de Neville est estimée à 20 000 hommes. Neville retourne à Sandwich via Blackheath et Rochester et y apprend que la cause des Lancastre est perdue depuis la mort d'Édouard de Westminster à Tewkesbury. Édouard IV marche sur Sandwich et capture une trentaine des navires de Neville, qui s'enfuit à Southampton, où il est lui-même capturé le 27 mai.

### Emprisonnement et mort
Il est emprisonné par le duc de Gloucester au château de Middleham. Ayant tenté de s'évader, il est condamné à mort et décapité le 22 septembre 1471.